# Урух (річка)
Урух (діг. ос. Іріф, ірон. Ӕрӕф, річка Араф; кабард. Урыху
) — гірська річка в Північній Осетії та Кабардино-Балкарії. Довжина 104 км. Випливає з льодовика Мостоцете у Дігорській ущелині Північної Осетії. Площа водозбірного басейну — 1280 км². Середня витрата води в 47 км від гирла — 20,2 м/с.
В Урух впадає декілька інших річок (напр. Караугомдон, Танадон, Айгамуга, Хазнідон), що також беруть початок із потужних льодовиків. Урух тече глибокою мальовничою ущелиною (див. Дігорська ущелина). Надзвичайно велична вона в місці, відомому під ім'ям Ахшинта, де Урух прорізає у Скелястому хребті вузьку щілину перед виходом на площину гряди Чорних гір, утворюючи каньйон, який іноді називають Дигірською тісниною.
Урух впадає в Терек поблизу станиці Александровська. У нижній течії розбивається на безліч приток та рукавів. Уздовж долини річки розташовано декілька селищ.

## Етимологія
У перекладі з осетинського Урух (ос. Уæрӕх/Урух) означає «широкий». Найуживаніша назва цієї річки — традиційне «Ірӕф» («Ӕрӕф» — іронський діалект), звідси і назва району: Ірафський. На думку іраніста Васо Абаєва, гідронім «Ірӕф» містить у собі компоненти ir і *af, перший з яких — етнонім осетин-іронців, а другий означає «вода» на більшості східно-іранських мов, у тому числі і скіфською.